# RUNE (コンピュータゲーム)
『RUNE』（ルーン）は、2002年4月25日にフロム・ソフトウェアからニンテンドー ゲームキューブ用ソフトとして発売されたカードアクションRPGである。
2003年5月23日には続編である『RUNE II 〜コルテンの鍵の秘密〜』が発売された。

## 概要
- フロム・ソフトウェアのニンテンドーゲームキューブ参入ソフト第1弾。プロデューサーは谷口篤士。
- 続編としてＲＵＮＥⅡ コルテンの鍵の秘密 がリリースされており、時代は異なるが世界設定は繋がっている。
- 今までのRPGとは違うカードアクションRPGであり、デッキから配られる、武器型、召喚型、補助型などの様々な種類のカードを使って敵クリーチャーと戦うトレーディングカードゲームの要素を含めたアクションRPGである。
- カードで戦うため、主人公自身が戦うことはない。
- カード収集のコレクト性もあり、さらにカードは経験値を積んでいくことで新しいカードへと変化できる。
- 海外版は「Lost Kingdom」という名前でリリースされている。

## 登場人物
カティア
声：半場友恵
本作の主人公。オランジュ国の姫。
父・ジュルベール王が不在中に城が「黒い霧」に覆われ、その際に王家に伝わる秘宝「鍵」とカードを手に入れる。
テレビCMでは「RPG史上最弱の主人公」と呼ばれていた。
次作『RUNE II』において、初代女王として称えられた彼女の像や肖像画を見ることができる。
ジュルベール王
声：郷里大輔
カティアの父親。オランジュ国の王。
「黒い霧」の調査のために城を留守にしている。後にある場所で再会を果たす。
グロリア
カティアと同じく、「鍵」を扱う女性。
全身を黒い服で覆っており、行く先々でカティアと戦うことになる。
一見冷酷非道なように見えるが、根は決してそうではない。